# Roberto Laiseka
Roberto Laiseka Jaio (Guernica, 17 giugno 1969) è un ex ciclista su strada spagnolo, professionista dal 1994 al 2006.

## Carriera
Ciclista dotato di buone qualità di scalatore, passa professionista nel 1994 con la Euskadi-Petronor (divenuta poi Euskaltel-Euskadi), squadra basca con la quale correrà per tutta la carriera. Nel 1999 e nel 2000 coglie due successi di tappa alla Vuelta a España (parteciperà a dodici edizioni della corsa spagnola).
Ha ottenuto la vittoria più prestigiosa al Tour de France 2001, nella quattordicesima tappa con arrivo in quota a Luz Ardiden: con un'azione iniziata appena dopo l'inizio dell'ultima ascesa, e percorrendo da solo l'ultimo tratto del percorso, riesce ad imporsi sull'italiano Wladimir Belli, giunto a quasi un minuto, e sui favoriti della classifica finale Jan Ullrich e Lance Armstrong.
Nel 2004 giunge secondo nella Euskal Bizikleta dietro a Roberto Heras, e terzo alla Volta Ciclista a Catalunya dietro a Miguel Ángel Martín Perdiguero e Vladimir Karpec. L'ultima affermazione della carriera risale invece al 2005 quando s'impone all'Estación de Esquí Aramón Cerler nell'undicesima tappa della Vuelta a España con uno scatto a 2,5 km dal traguardo.

## Palmarès
- 1999 (Euskaltel, una vittoria)

18ª tappa Vuelta a España (Guadalajara > Alto de Abantos)
- 2000 (Euskaltel, una vittoria)

11ª tappa Vuelta a España (Alp > Arcalís)
- 2001 (Euskaltel, una vittoria)

14ª tappa Tour de France (Tarbes > Luz Ardiden)
- 2004 (Euskaltel, una vittoria)

5ª tappa Euskal Bizikleta (Abadiño > Arrate)
- 2005 (Euskaltel, una vittoria)

11ª tappa Vuelta a España (Andorra la Vella > Estación de Esquí Aramón Cerler)

### Altri successi
- 2005 (Euskaltel)

Classifica scalatori Tour de Suisse

## Piazzamenti

### Grandi Giri
- Giro d'Italia

2005: 52º
2006: ritirato (12ª tappa)
- Tour de France

2001: 28º
2002: 46º
2003: 18º
- Vuelta a España

1994: 54º
1995: 76º
1996: 79º
1997: 54º
1998: ritirato (13ª tappa)
1999: 18º
2000: 6º
2001: 12º
2002: ritirato (5ª tappa)
2003: 60º
2004: 54º
2005: 21º

### Competizioni mondiali
- Campionato del mondo

Verona 1999 - In linea Elite: 37º
Plouay 2000 - In linea Elite: 64º